# Municipio de Lackawaxen
El municipio de Lackawaxen (en inglés: Lackawaxen Township) es un municipio ubicado en el condado de Pike en el estado estadounidense de Pensilvania. En el año 2000 tenía una población de 4.154 habitantes y una densidad poblacional de 20 personas por km².

## Geografía
El municipio de Lackawaxen se encuentra ubicado en las coordenadas 41°29′15″N 75°02′43″O / 41.48750, -75.04528.

## Demografía
Según la Oficina del Censo en 2000 los ingresos medios por hogar en la localidad eran de $38,090 y los ingresos medios por familia eran $46,856. Los hombres tenían unos ingresos medios de $35,758 frente a los $20,268 para las mujeres. La renta per cápita para la localidad era de $19,119. Alrededor del 9,7% de la población estaban por debajo del umbral de pobreza.